# Jaime Andrés Brown Escutia
Jaime Andrés Brown Escutia también conocido como Andrew Brown (Ciudad Hidalgo, Michoacán, 9 de julio de 1984), futbolista mexicano de origen inglés. Juega de delantero y su equipo en la temporada 2007 es el Revolutionary Conquerors de la Primera División de Belice.

## Clubes
| Club                     | País         | Año            |
| ------------------------ | ------------ | -------------- |
| Storm Hidalgo            | México       | 1998−1999      |
| CS Louhans-Cuiseaux      | Francia      | 1999−2000      |
| Club América C           | México       | 2000           |
| FC Itzaes-Yucatán        | México       | 2000−2001      |
| Griga United             | Belice       | 2001−2005      |
| FC Belize                | Belice       | 2005−2006      |
| Rail Club du Kadiogo     | Burkina Faso | 2007−2007      |
| Revolutionary Conquerors | Belice       | 2007− presente |